# Municipio de Interior (Dakota del Sur)
El municipio de Interior (en inglés, Interior Township) es un municipio del condado de Jackson, Dakota del Sur, Estados Unidos. Tiene una población estimada, a mediados de 2022, de 44 habitantes.
Abarca una zona exclusivamente rural.

## Geografía
Está ubicado en las coordenadas 43°45′33″N 101°54′43″O / 43.75917, -101.91194 (43.759191, -101.91208). Según la Oficina del Censo de los Estados Unidos, tiene una superficie total de 262.27 km², de la cual 261.19 km² corresponden a tierra firme y 1.08 km² están cubiertos de agua.

## Demografía
Según el censo de 2020, en ese momento había 59 personas residiendo en la zona. La densidad de población era de 0.23 hab./km². El 88.14 % de los habitantes eran blancos, el 6.78 % eran amerindios y el 5.08 % eran de una mezcla de razas. Del total de la población, el 3.39 % eran hispanos o latinos de cualquier raza.